# Uncinais
Uncinais is een geslacht van ringwormen (Annelida) uit de familie van de Naididae.

## Soorten
- Uncinais golyschkinae Akinschina, 1984
- Uncinais minor Sokolskaya, 1962
- Uncinais uncinata (Ørsted, 1842) = Rivierbodemkruiper

Niet geaccepteerde soort:
- Uncinais litoralis (Müller, 1784) -> Paranais litoralis (Müller, 1784)